# Patrick Barré
Patrick Barré, född den 12 april 1959 i Houilles, Frankrike, är en fransk friidrottare inom kortdistanslöpning.
Han tog OS-brons på 4 x 100 meter stafett vid friidrottstävlingarna 1980 i Moskva. 
Patrick Barré är tvillingbror till olympiern Pascal Barré.